# David Busst
David Busst (ur. 30 czerwca 1967 w Birmingham) – angielski piłkarz, trener piłkarski.

## Kariera
W 1991 rozpoczął karierę piłkarską w Moor Green F.C. Większość swojej kariery zawodowej spędził w Coventry City. 8 kwietnia 1996 podczas starcia z Denisem Irwinem, piłkarzem Manchesteru United złamał nogę w meczu, który zakończył jego karierę. Jego obrażenie jest często uważane za najbardziej przerażającą kontuzję w historii piłki nożnej. Busst obecnie działa w Coventry jako dyrektor sportowy. Trenował też niższoligowe kluby Solihull Borough i Evesham United.
W Premier League Busst rozegrał 50 spotkań i zdobył 5 bramek.